# 前葉泰幸
前葉 泰幸（まえば やすゆき、1962年〈昭和37年〉4月7日 - ）は、日本の政治家、自治・総務官僚。三重県津市長（4期）。新型インフルエンザ等対策推進会議委員。

## 概要
三重県津市宿屋町（現・東丸之内）生まれ。父は教員。津市立敬和小学校、高田中学校、三重県立津高等学校を経て、1985年に東京大学法学部卒業。同年自治省（現総務省）に入省。本省勤務の他、熊本県庁、国土庁、京都市役所、宮城県庁への出向も経験した。
宮城県総務部長を務めていた2005年、宮城県知事選挙に浅野史郎の後継指名を受けて無所属で出馬したが、自由民主党の推薦を受けた元宮城県議会議員の村井嘉浩に約5万票差で敗れ、次点で落選した。その後、デクシア銀行東京支店副支店長、地方公共団体金融機構審査室長を歴任。
2011年2月28日、松田直久の三重県知事選挙への立候補に伴う津市長選挙に出馬する意向を表明した。4月24日投開票の津市長選で、民主党系の地域政党である新政みえや連合三重からも推薦を受けて無所属で出馬し、自由民主党推薦の元官僚や元久居市長らを破り、初当選した。
2015年の津市長選挙では、自民・民主・公明・維新4党の推薦を受け、再選を目指して出馬する意向を表明したが、前葉以外に立候補を届け出た者がいなかったため、37年ぶりに無投票で再選。
2019年の津市長選挙では、自民・立憲、国民・公明4党の推薦を受け、2期連続の無投票により3選。
2023年の津市長選挙では、自民・立憲・国民・公明4党の推薦を受け、選挙戦で4選した。

## 政策・主張
- 中学校卒業までの医療費無料化[8]
- 高齢者のコミュニティバスの運賃無料化[8]
- 合併で職員数を2割削減[8]
- 「内部統制室」を設置

## 年譜
- 1962年4月7日 - 三重県津市宿屋町（現・東丸之内）で出生
- 1985年3月 - 東京大学法学部卒業[2]
  - 4月 - 自治省（現総務省）入省[2]
- 1991年4月 - 熊本県地域振興課長・税務課長・財政課長[2]
- 1995年7月 - 国土庁防災局（現内閣府）防災企画課課長補佐[2]
- 1997年7月 - 自治省税務局固定資産税課課長補佐[2]
- 1999年4月 - 京都市総合企画局政策企画室長[2]
- 2001年1月 - 総務省自治行政局自治政策課理事官[2]
- 2002年4月 - 宮城県企画部長・総務部長[2]
- 2005年9月 - 総務省大臣官房企画官[2]、総務省退官。
- 2005年10月23日 - 宮城県知事選挙に出馬し、次点で落選（当選者は村井嘉浩）。
- 2006年12月 - デクシア銀行東京支店副支店長[2]
- 2010年6月 - 地方公共団体金融機構審査室長[2]
- 2011年4月24日 - 津市長選挙に出馬し、当選
- 2015年4月19日 - 津市長再選[8]
- 2019年4月21日 - 津市長3選

## 人物

### 家系
前葉家は先祖が商売で身を立ててきた。前葉の祖母の代まで下駄屋を営んだ。前葉が分家4代目になるが、本家は呉服屋（屋号は紙平）を営んでいた。本家、分家とも商いとものづくりに携わっていた。父は下駄屋を継がず、教職の道を選んだ。
日本を代表する映画監督小津安二郎の祖母が宿屋町の茶業・中條家に再婚しているが、前葉の本家の紙平呉服店は中條家の向いにあった。前葉によると「実家に子どもたちを連れて来た安二郎の母あさゑや安二郎と私の先祖とが言葉を交わしたことがあったのかもしれない、そんなご縁を感じている」という。

### 相生町自治会問題
津市の相生町自治会を巡り、自治会長の男に市職員が土下座をしたことや丸刈りによる謝罪などがあったとされる問題で、前葉は2020年12月18日の定例記者会見で「県警に相談し、適切に対処していただいている」と述べ、刑事告訴も視野に対応を検討していることを明らかにした（津市相生町自治会長事件）。
2021年2月24日、自治会長の男の逮捕を受け前葉が「市役所がだまされて市民に申し訳ない」などとするコメントを出したが、怒りの声もあり複数の職員は「市長は散々見て見ぬふりを続けながら被害者面にあきれている。」という。
2021年3月1日の定例記者会見で前葉は「職員が安心して働ける環境が整っていなかったことに私自身の至らなさを痛感している」と述べ、職員が職務の執行上でトラブルに遭遇した場合に相談できる市長直轄の「内部統制室」を新年度中にも設置する考えを表明する。

## 著書
- 『災害と安全（地方自治総合講座16）』（木幡浩、猿渡知之、前葉泰幸共著、ぎょうせい、1999年）
- 『予算編成と行財政管理の新たな手法』（共著、ぎょうせい）